# Zasłonak oliwkowobłękitny

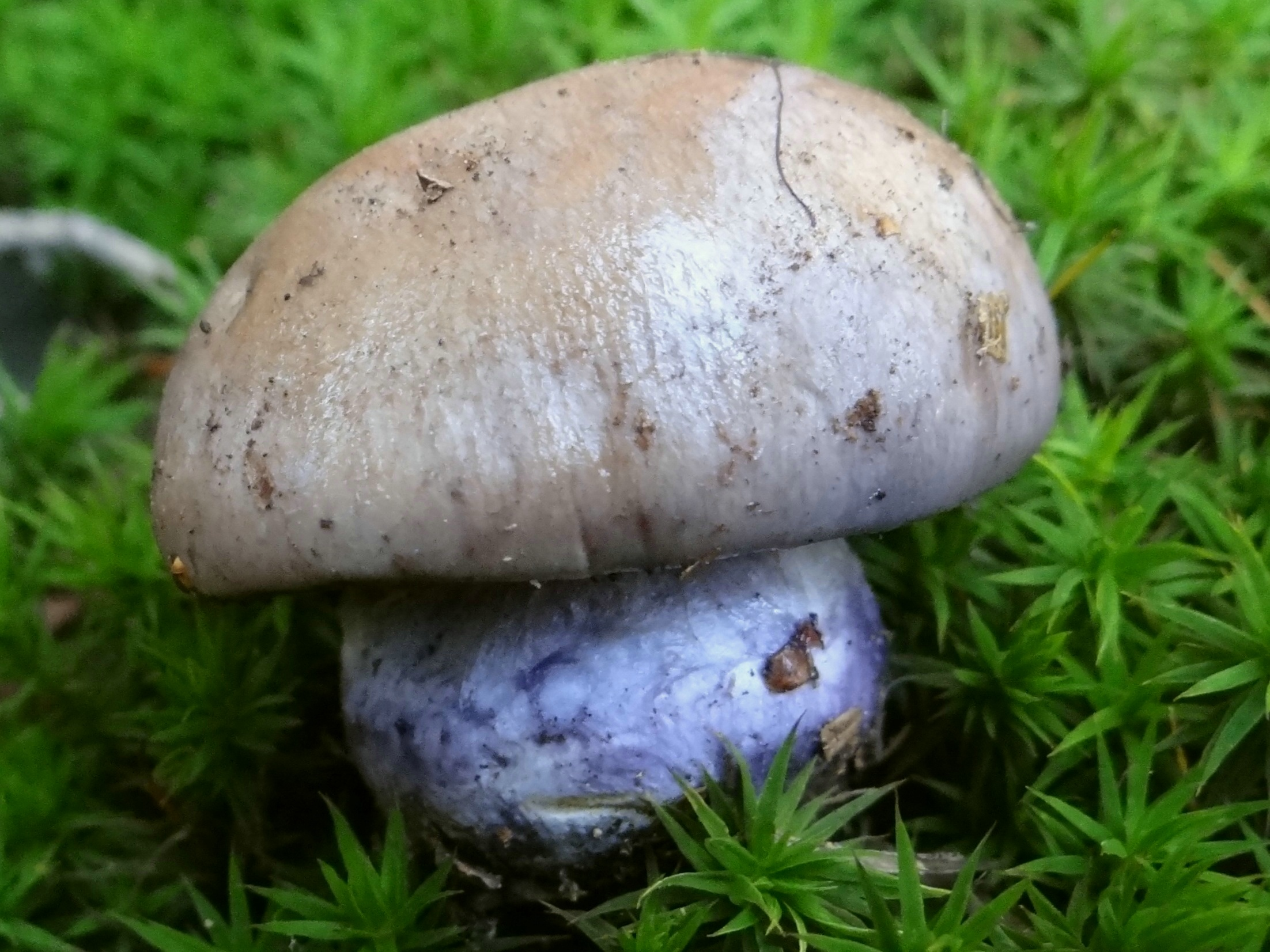
Młody owocnik

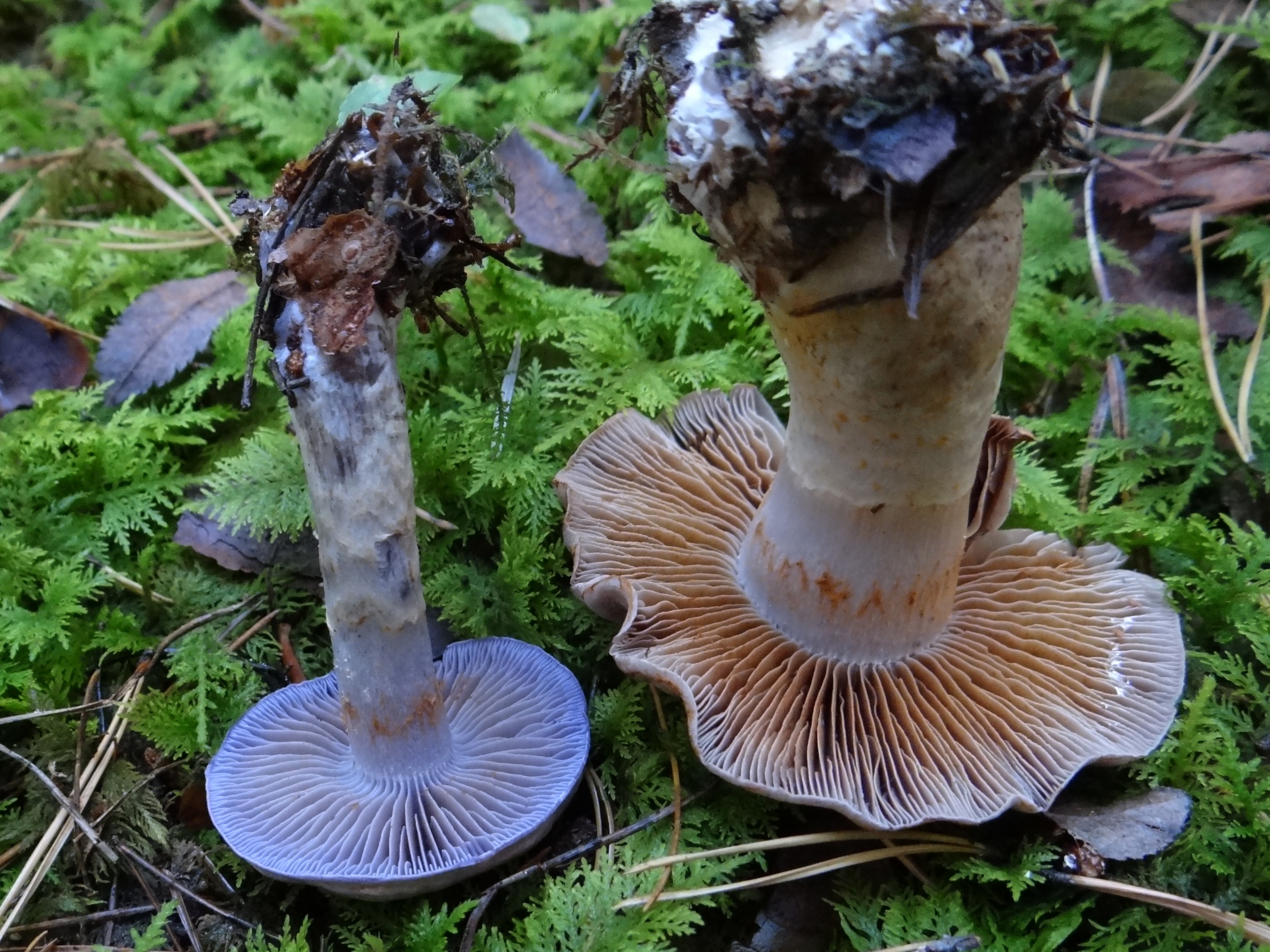
Młody i starszy owocnik

Zasłonak oliwkowobłękitny (Cortinarius cyanites Fr.) – gatunek grzybów należący do rodziny zasłonakowatych (Cortinariaceae)

## Systematyka i nazewnictwo
Pozycja w klasyfikacji według Index Fungorum: Cortinarius, Cortinariaceae, Agaricales, Agaricomycetidae, Agaricomycetes, Agaricomycotina, Basidiomycota, Fungi.
Nazwę polską podał Andrzej Nespiak w 1981 r. Niektóre synonimy naukowe:
- Cyanicium cyanites (Fr.) Locq., 1979
- Phlegmacium cyanites (Fr.) M.M. Moser 1960

## Morfologia
Kapelusz
Średnica 4–9 cm, kształt u młodych owocników półkulisty, później łukowaty, w końcu rozpostarty. Posiada niewielki, tępy garb. Brzeg kapelusza podwinięty, u młodych owocników połączony z trzonem białą osłona. Powierzchnia pilśniowa lub włóknisto-łuskowata, u młodych owocników niebieskoszara lub niebieskofioletowa, u starszych ma kolor od ochrowego do czerwonobrązowego. Podczas wilgotnej pogody jest kleisty.
Blaszki
Wąskie iwąsko przyrośnięte do trzonu, za młodu ciemnoniebieskie, później brązowofioletowe.
Trzon
Wysokość 4–8 cm, grubość 1,5–3 cm, kształt od maczugowatego do cebulowato bulwiastego. Jest pełny i kruchy. Powierzchnia różowofioletowa lub (rzadziej) czerwonawobrązowa, pokryta drobnymi, brązowymi łuseczkami.
Miąższ
Gruby, jasnofioletowy. Uszkodzony bardzo szybko zmienia barwę na winnoczerwoną. Smak gorzki, zapach słaby, delikatny.
Wysyp zarodników
Rdzawobrązowe. Zarodniki kształtu cytryny, o rozmiarach 8,8–11,5 × 8,8–11,5–6,5 μm.
Gatunki podobne
Jest wiele gatunków zasłonaków o niebieskawej barwie blaszek i trzonu, ale tylko u zasłonaka oliwkowobłękitnego jasnofioletowy miąższ po rozkrojeniu zaraz zmienia barwę na winnoczerwoną.

## Występowanie i siedlisko
Występuje w Ameryce Północnej i w Europie. W Polsce gatunek rzadki. Znajduje się na Czerwonej liście roślin i grzybów Polski. Ma status V – gatunek, który zapewne w najbliższej przyszłości przesunie się do kategorii wymierających, jeśli nadal będą działać czynniki zagrożenia. Znajduje się na listach gatunków zagrożonych także w Danii, Niemczech i Anglii.
Rośnie w górskich lasach iglastych i liściastych, na glebach o dużej zawartości próchnicy.

## Znaczenie
Grzyb trujący. Tworzy ektomykoryzę z drzewami.